# Halina Mickiewiczówna
Halina Mickiewiczówna (polonès: Halina Mickiewiczówna de Larzac)  (Stowbtsy, 7 de novembre de 1923 - Gdańsk, 19 de novembre de 2001) va ser una cantant d'òpera i opereta polonesa. Coloratura soprano. Va ser professora titular de l'Acadèmia de Música. Stanisław Moniuszko a Gdańsk.

## Biografia
Va néixer a Stołpce i va créixer a Varsòvia. La seva infància i joventut van caure en el període de la Varsòvia ocupada pels alemanys, on va actuar en apartaments privats i petits cafès, on les actrius dramàtiques d'aquells temps eren cambreres. Músics polonesos com Witold Lutosławski, Zygmunt Latoszewski i Andrzej Panufnik també van actuar als cafès esmentats. També va ser allà on va tenir lloc el debut de l'aleshores Halina Mickiewiczówna, de dinou anys.
Mickiewiczówna podia cantar els staccats, trils, passatges o garlandes d'ornaments més difícils, cosa que feia amb lleugeresa, naturalitat i sense esforç. Tenia una audició i una musicalitat excel·lents, fet que li va permetre aprofundir en el contingut musical de peces de coloratura, escrites principalment per a un espectacle tècnic. Es deia el rossinyol de Varsòvia. Durant la Segona Guerra Mundial, va estudiar cant en solitari amb Ada Sari com a part de l'ensenyament secret a l'apartament privat de l'artista. Ada Sari era a Varsòvia quan va esclatar la guerra, i a partir de 1941 va donar classes clandestines. Mickiewiczówna va estudiar durant tres anys amb Ada Sari, amb qui va trobar refugi a la Varsòvia ocupada durant la guerra, convertint-se no només en la seva estudiant, sinó també en la seva amiga. Després de la guerra, la situació dels cantants polonesos no va ser fàcil. El Teló d'acer es va separar del món i fins i tot una gran carrera a Polònia no va donar dret a actuar a Occident.

Halina Mickiewicz va ser reconeguda pels crítics musicals del país com la Rosina més enginyosa, encantadora i precisa de Rossini a Il barbiere di Siviglia, la meravellosa Constance en El rapte del serrallo de Mozart, interpretava els valsos de Strauss amb valentia, fragments de signatura d'operetes. El crític va escriure a "Kurier Warszawski": 
| « | "La senyora Halina Mickiewiczówna no té rival. No crec que hi hagi cap altre cantant a Polònia en aquests moments que interpretés el paper de Konstancja amb tanta facilitat i facilitat, i alhora amb precisió i art. | » |

Es va convertir en una llegenda a Polònia als anys 50 i 60. En aquell moment, la cantant es va traslladar a Gdynia. Va ampliar el seu repertori per incloure cicles de cançons romàntiques i contemporànies, va gravar molt per a la ràdio i, finalment, es va dedicar a la docència. Al principi, al Teatre Musical de Gdynia, on no només va ser professora, sinó també assessora en l'àmbit del càsting i la selecció de repertori. A continuació va ser l'Escola Secundària de Música. Més tard, va donar classes a l'Acadèmia de Música de Gdańsk, Stanisław Moniuszko. La tardor de 1997, Halina Mickiewicz va celebrar el 55è aniversari de la seva obra artística i el 25è aniversari de la seva carrera docent, durant la qual va signar 29 diplomes, 6 dels quals amb honors. Molts graduats de l'òpera han experimentat la jubilació, entre els quals destaquen: Kazimierz Sergiel - el baix de l'Òpera Bàltica, el tenor Ryszard Karczykowski, Jerzy Mahler - el baix de l'Òpera de Cambra de Varsòvia. Els més destacats, al costat d'ells, són: Małgorzata Armanowska, Kira Boreczko, Jacek Labuda, Aleksandra Kucharska-Szefler, Wojciech Parchem i la cantant Irena Jarocka.
Entre els antics alumnes d'Halina Mickiewiczówna hi ha guanyadors de concursos nacionals i internacionals. Un d'ells és Tomasz Krzysica, que va guanyar el primer lloc al VIII Concurs Internacional de Vocal Rosetum de Milà l'any 2001 i es va convertir en el primer i únic guanyador polonès de la història d'aquest concurs.
L'any 1997, amb motiu del 55è aniversari de la tasca artística i pedagògica, es va publicar el disc titulat Halina Mickiewiczówna - Mestra Koloratura amb enregistraments d'arxiu de 1953-1962, gràcies a l'ajuda de l'Acadèmia de Música. Stanisław Moniuszko a Gdańsk, el Departament de Cultura i Esport de l'Ajuntament de Gdynia, el Departament de Cultura, Ciència i Esport de l'Oficina Provincial de Gdańsk.
- Llorejada amb el Premi Ciutat de Gdańsk en l'àmbit de la cultura (l'any 1989).[2]

## Malaltia
Halina Mickiewiczówna va estar parcialment cega durant molts anys i patia demència de la retina. A més, patia d'asma. Malgrat l'asma greu i els problemes de salut greus, Halina Mickiewicz sempre va fer broma sobre els seus problemes de salut.
Fins al final de la seva vida, Halina Mickiewiczówna va preparar nabius que tenien un gust únic; a la cuina de la mestra coloratura també hi havia una col·lecció de tasses de te i cafè, que els seus alumnes portaven de viatges nacionals i estrangers, i que utilitzaven durant les classes o les visites a casa de la mestra.
A mitjans de novembre de 2001, la seva salut es va deteriorar sobtadament i va ser hospitalitzada en un dels hospitals de la Tri-City, on va morir el 19 de novembre.